# Паравеспа царская
Паравеспа царская (лат. Paravespa rex) — вид одиночных ос семейства Vespidae.

## Распространение
Средиземноморско-среднеазиатский вид. Ареал включает Крым, Казахстан, Кыргызстан, Узбекистан, Малую Азию, Иран. Отмечен в восточной части южного берега Крыма, где проходит северная граница его ареала.

## Описание
Крупные (15—18 мм), часто ярко раскрашенные осы. Вид с темно-красной окраской тела. Среднеспинка и вершинные сегменты брюшка черные.

## Биология
Населяет полупустынные и пустынные ландшафты.
Гнезда в почве. Имаго — антофилы, личинки — энтомофаги, охотятся на гусениц совок (Noctuidae).

## Классификация
- Paravespa rex (Schulthess, 1923) (=Hoplomerus jacobsoni Birula, 1926; Odynerus clarior Schulthess, 1924; Odynerus obscurior Schulthess, 1924; Paravespa rufina Blüthgen, 1955; Paravespa submimetica Blüthgen, 1955)[6]

## Замечания по охране
Вид занесён в Красную книгу Украины, как уязвимый узколокальных вид с крайне низкой численностью, а также в Красную книгу Крыма (природоохранный статус — вид, сокращающийся в численности).